# Акведук у Севастополі
Акведук Севастополя (Лазарєвський акведук) — акведук XIX століття, один з найбільших у Криму. Ініціатором його створення став адмірал Лазарєв. Акведук було занесено до списку національних пам'яток України. Сьогодні добре відомі три його фрагмента. Знаходиться в Ушаковій балці (охоронний нац. номер 1242) та Аполоновій балці (ділянка місцевого значення), а також у селищі Хмельницьке на річці Чорна (пам'ятка історії місцевого значення 102-Св).

## Історія

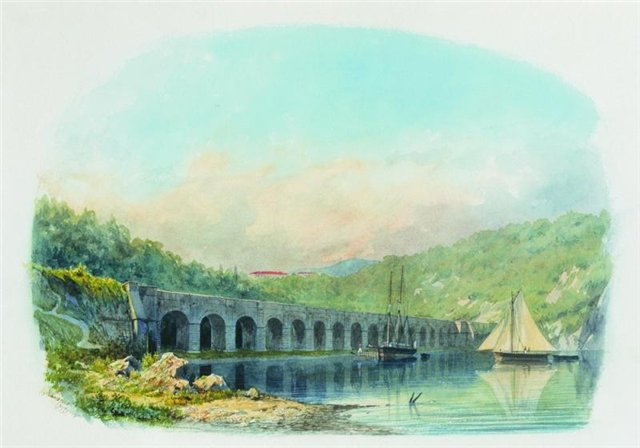
Акведук Кілен-балки. Лев Лагоріо, 1850, 35x48 папір, акварель.

Севастополю завжди бракувало прісної води. У 1784 році за вказівкою князя Потьомкіна було досліджене джерело у восьми кілометрах від міста, але план водогону зіткнувся з браком фінансування.
Пізніше акведуки водоводу були зведені за єдиним проектом інженера-полковника Джона Уптона у сорокових роках XIX ст. Англієць був також творцем Графської пристані та Вежі вітрів. Перший проект розробив у 1824 році Антуан Рокур.
Будівництво почалося за адмірала Грейга, було продовжене Лазарєвим. У 1835 році затверджене нове Адміралтейство, а будівництво водогону скінчене у 1853-му. За рік почалася Оборона Севастополя.
Необхідність будівництва водогону зумовило зараження Севастопольської бухти молюсками-деревоточцями. Прісна вода у доках вбивала паразитів.
Віадук — це міст на високих опорах через глибокий яр або ущелину, а акведуком зветься увесь комплекс водогону. Його ширина була 400 футів, довжина — 300, а глибина — 24. У п'яти резервуарах докового комплексу можна було помістити два 60-гарматних фрегата, один 120-гарматний і два 80-гарматних. «Самопливний водопровід» довжиною, приблизно, 17 верст, простягався від річки Чорної, Інкерманською долиною, до комплексу доків в Корабельній бухті. З них прісна вода поступала до докового комплексу Лазарєвського адміралтейства. За свідченням сучасників, док водогону був висічений у вапняку і облицьований гранітом.
Пагорбами, що оточують Севастополь, були зроблені три тунелі, балками і ярами перекинуті акведуки каналу. Вони були збудовані в античному стилі з великих блоків інкерманського каменя. Всього було споруджено п'ять акведуків: Інкерманський, Чоргунський, в Кілен-балці, Ушаковій і Аполлоновій балках.
У процесі будівництва доків з'ясувалося, що їх наповнення займає майже три тижні замість розрахункових трьох днів. У 1842 році була побудована насосна станція для подачі в доки морської води. Водою з акведука наповнювали цистерни судів. Споруди частково зруйновані англо-французькими військами у 1855 році, а також пізніше, при будівництві Лозово-Севастопольської залізниці.

## Акведуки Корабельної сторони

### Акведук в Ушаковій балці
Ушакова балка проходить в Нахімовському районі Севастополя на Корабельній стороні за 2 км на схід від мису Павловського. Початково акведук складався з 16-ти арок. Збереглося 6 прольотів повністю та 2 частково, а також фрагмент західної опори.

### Акведук в Аполлоновій балці

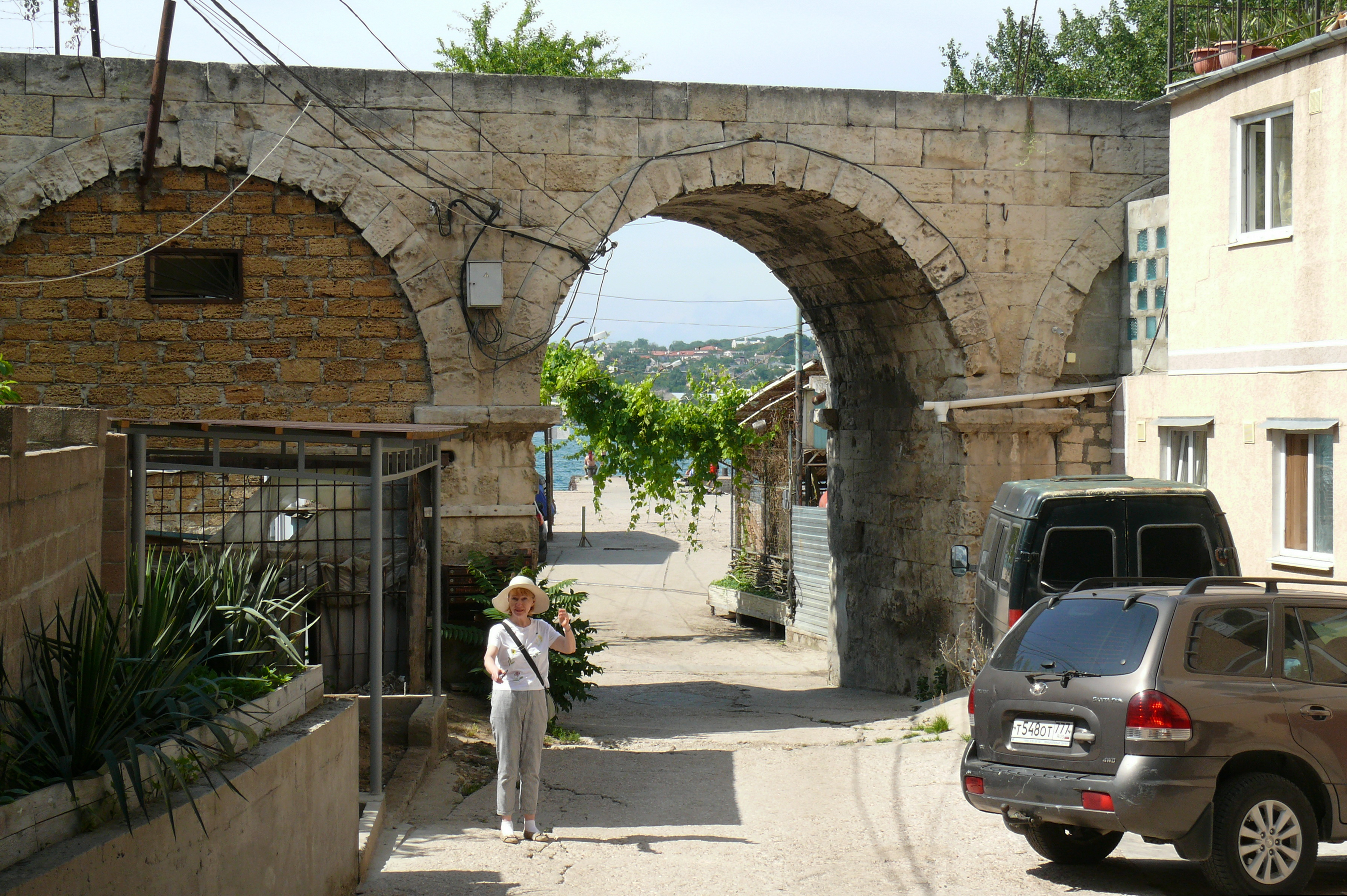
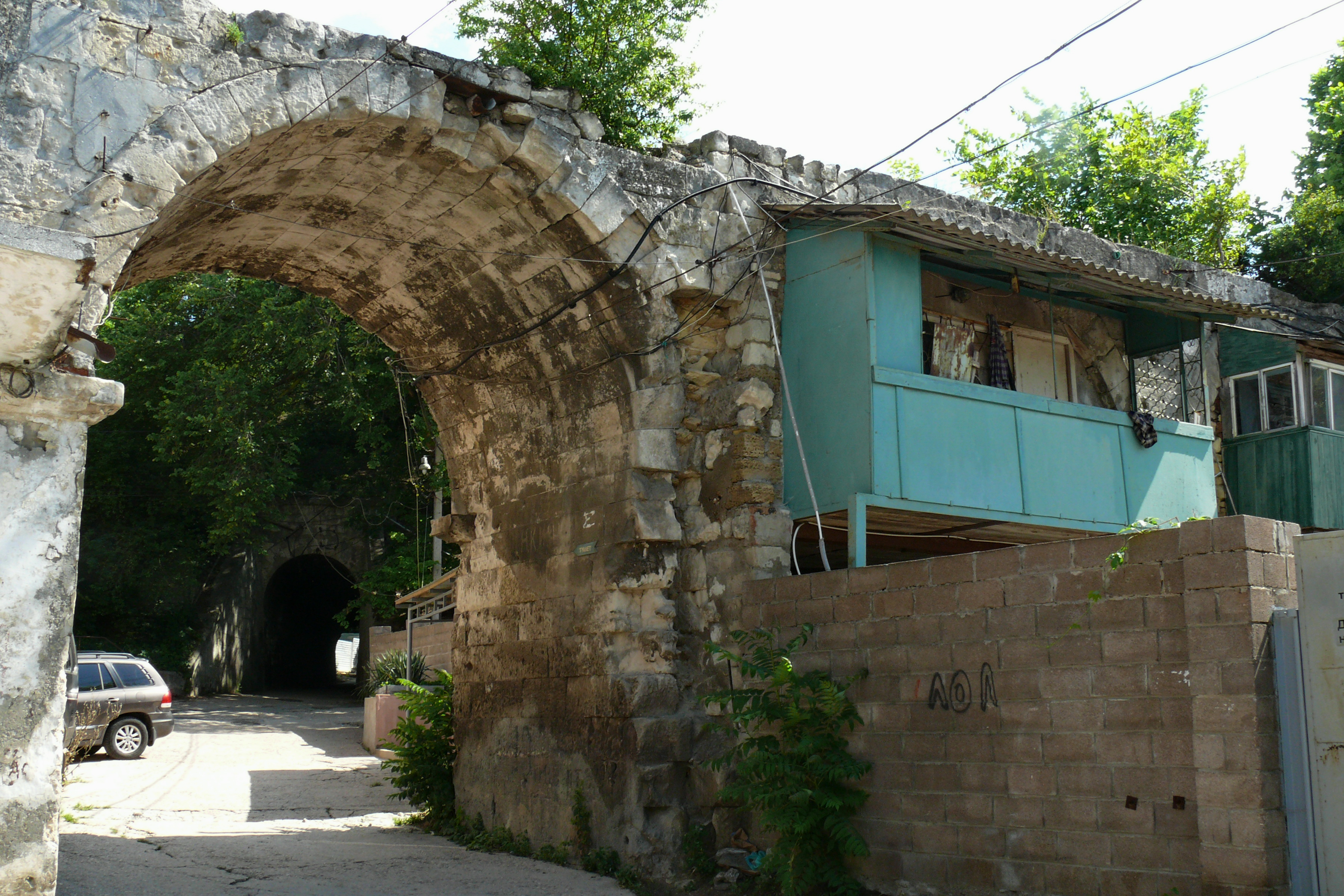

Аполлонова балка — балка на Корабельній стороні Севастополя в Нахімовському районі, на схід від Павловського мису. Поруч знаходиться причал катерів та вулиця Причальна. Збереглося 10 прольотів довжиною 60 метрів, можливо, кілька втрачені прольотів. Став частиною житлових будинків, прольоти, окрім двох, замуровані і використовуються як господарські приміщення.

## Чоргунський акведук
44°32′31″ пн. ш. 33°39′49″ сх. д. / 44.542009° пн. ш. 33.663707° сх. д.

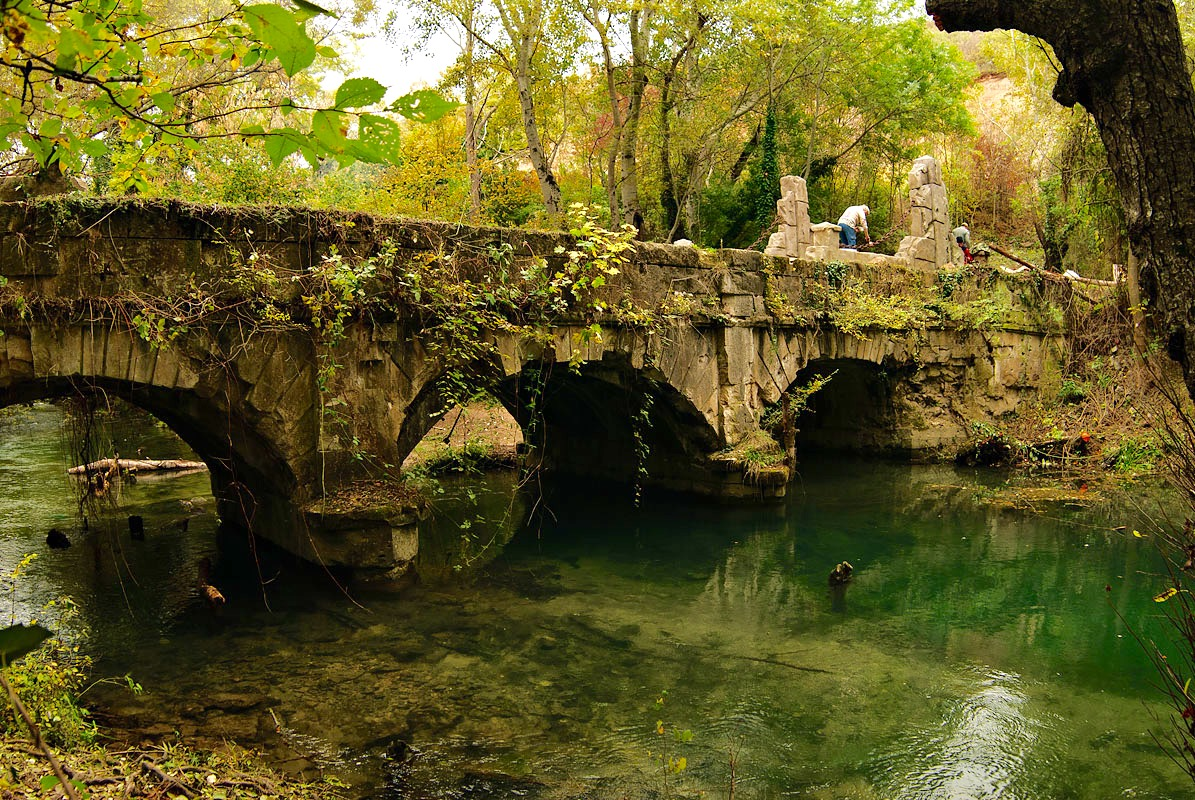
Акведук через річку Чорну

Невеликий міст без фундаменту на річці Чорна, недалеко від села Хмельницьке, довжиною 12 метрів, поставлений прямо на дно річки на дерев'яних зрубах. Зберігся повністю, за винятком окремих каменів.. Працював до кінця 20-го століття, подаючи воду на поля поблизу.

## Інші споруди
Від річки Чорної канал йшов до Інкерману. В середині XX століття цією ділянкою опікувалося підприємство «Севгорводоканал». Наступний, Інкерманський акведук, знаходився в Каменоломенному яру. Його 10 арок простягалися на 60 метрів і були заввишки близько 7 метрів. Він пережив німецькі бомбардування 29 червня 1942 і був розібраний після війни.
В Георгіївській балці споруди були підірвані англійцями. Водогін закінчувався на Павлівському мисі басейном і цистерною (територія Севастопольського морського заводу ім. С. Орджонікідзе).